# Kvænangen
Kvænangen è un comune norvegese della contea di Troms.
Durante la seconda guerra mondiale, tra l'agosto e il novembre del 1942, fu sede di un campo di concentramento nazista.